# Andréi Kopýlov
Andréi Andréievich Kopýlov (Ekaterimburgo, 16 de julio de 1991) es un artista marcial mixto y luchador profesional ruso, más conocido por su estancia en la promoción de lucha libre y artes marciales mixtas Fighting Network RINGS. Es uno de los fundadores del equipo de MMA Russian Top Team, donde ha trabajado con nombres de la talla de Volk Han, Fiódor Yemeliánenko y Serguéi Jaritónov.

## Carrera

### Sambo
Desde los 17 años, Andrei se dedicó a practicar numerosos deportes, entre ellos baloncesto, voleibol y boxeo, pero convirtió el sambo en su principal ocupación tras conocer a su entonces novia y hoy esposa, Ludmilla, cuyo padre era un maestro de este arte marcial. Kopylov empezó a entrenar con el renombrado Alexander Fedorov y dominó la disciplina en tiempo récord, llegando a someter al propio Fedorov en una ocasión, ganándose así el orgullo del antiguo campeón. Después de tres meses, Kopylov sería enviado a las competiciones nacionales junior de 1983, de las que volvió con la medalla de plata. Andrei ganaría con posterioridad una medalla de bronce, y en 1985 ganó el campeonato nacional. Un año después llegaría hasta las finales del campeonato de la URSS, pero sería eliminado en la final por el campeón Rotsyavichusom. Andrei conseguiría su venganza sobre él venciéndole en 3 minutos en el campeonato nacional de 1987, en el que Kopylov quedaría en segundo lugar.
La etapa de 1989 a 1991 sería dura para Kopylov, teniendo problemas para mantener su peso dentro de la categoría de pesos pesados. Al no poder lograrlo, se transfirió a la categoría de superpesado, lo que probó ser la decisión correcta cuando ganó el campeonato de la URSS en 1991. Después de eso, Kopylov persiguió ganar el campeonato mundial, pero la caída de la URSS y la postrer inactividad de la Federación Rusa de Sambo le impidió obtener acceso a la competición, que tendría lugar en Canadá. A finales de año, Kopylov fue contactado por la promoción de lucha libre profesional japonesa Fighting Network RINGS. Al principio, Andrei no aceptó, prefiriendo centrarse en el campeonato mundial, pero cuando se hizo claro que no podría participar, aceptó la oferta de los japoneses y fue asignado al equipo RINGS Russia, donde conoció a otro gran sambista, Volk Han.

### Fighting Network RINGS
En 1992, Kopylov debutó en RINGS obteniendo una gran victoria al someter sorprendentemente a Volk Han. Aunque Han se vengaría eliminando a Kopylov en la primera ronda del torneo Mega Battle de 1995, al que éste había accedido al derrotar a Grom Zaza, Kopylov continuaría siendo una figura importante del panorama de RINGS, destacando sus grandes combates con el resto de nombres de la promoción como Akira Maeda y Tsuyoshi Kohsaka.
Aunque destacado por su tremenda técnica de sambo, Andrei fue muy conocido también por su aspecto anodino y poco propio de un peleador profesional, luciendo mostacho, calvicie y un físico notablemente poco atlético. A juego con estas características era su reducida resistencia física, que empezó a notarse cuando RINGS hizo su transición de combates coreografiados a luchas de MMA, pero aun así, Kopylov pasaría a la historia de la promoción como uno los mejores artesanos de la sumisión en suelo japonés, sobre todo gracias a su exhibición en el torneo de MMA King of Kings de 1999.
Su primer oponente en el KoK sería el carioca Leonardo Castello Branco, cuyo cinturón negro en jiu-jitsu brasileño le volvía un rival peligroso, pero Kopylov rompió todas las expectativas al someterle, y en tan solo 16 segundos, amagando un uchi mata transicionado en una llave de pierna rodante que hizo rendir a Branco. No menos sorprendente sería su paso por la segunda ronda en esa misma noche, aturdiendo de un puñetazo al kickboxer holandés Ricardo Fyeet y sometiéndole con otra llave de pierna en literalmente la mitad de tiempo que al anterior. En la siguiente etapa del torneo, ya celebrada en otro evento, Kopylov se las vería con la futura leyenda Antônio Rodrigo "Minotauro" Nogueira, usuario de jiu-jitsu brasileño que venía de eliminar a Valentijn Overeem y al compatriota de Kopylov Iouri Kotchkine en similarmente poco tiempo. El campeón de sambo tuvo con Nogueira una feroz batalla de llaveo y contrallaveo, en la cual las ingeniosas técnicas ofensivas de Kopylov llevaron la situación tan al límite que Minotauro, a pesar de su propia habilidad sobre la lona, se vio obligado a escapar y a confrontar a Kopylov de pie. Llegada la segunda ronda, la energía de Kopylov se agotó y no tuvo opción que pasar a la defensiva, algo que Nogueira aprovechó para dominar gracias a su superior golpeo y atleticismo, si bien ni siquiera en esta nueva situación fue capaz de someter al ruso. Terminada la contienda, dos jueces decretaron empate y un tercero firmó por Nogueira, con lo que el brasileño ganó el combate y adelantó posición en el torneo.
Al siguiente evento de RINGS, Kopylov tuvo una lucha con otro brasileño, Ricardo Arona, que hacía su debut en la promoción japonesa. La superior rapidez y fuerza de Arona (mucho más ligero y atlético que Andrei) determinaron la lucha a su favor, alargándola hasta el punto de que Kopylov parecía completamente incapaz de seguir luchando debido al esfuerzo, pero de nuevo Ricardo fue incapaz de someter a Andrei, a pesar de que llegó a tomar su espalda por varios minutos. Cabe destacar que Arona causó daño en el ojo de Kopylov al meterle el dedo accidentalmente en un intercambio, lo que perjudicó su actuación por el resto del combate.
La siguiente lucha de Kopylov en Japón sería ante el legendario Dan Severn, campeón de lucha libre y veterano de Ultimate Fighting Championship. Sorprendentemente, Kopylov anotó varios puñetazos al empezar la lucha gracias a un juego de manos superior al de Severn, pero éste fue capaz de ejercer su ventaja y derribarlo. Como era usual, Andrei no pudo mantener el ritmo y Dan atrajo sangre de su nariz con un derechazo en el siguiente segmento de pie, lo que permitió a Severn controlarle para ganar la decisión unánime.
El último combate del sambista ruso en la sucursal japonesa de RINGS fue ante Tommy Sauer. Esta lucha fue muy polémica, ya que el árbitro decidió detener la acción cuando Kopylov pareció caer noqueado ante un puñetazo de Sauer, pero ignorando el hecho de que Andrei se levantó inmediatamente para proseguir y que ni siquiera parecía afectado por el supuesto KO. El equipo de Kopylov protestó por lo que consideró una parada prematura y una falta de comprobación por parte del médico del ring, pero la decisión no fue revertida.

## En lucha
- Movimientos finales
  - Cross armbar[1]
  - Heel hook[1]
  - Reverse heel hook[1]

- Movimientos de firma
  - Arm drag
  - Kimura lock con headscissors
  - Palm strike[1]
  - Sleeper hold

## Récord en artes marciales mixtas
| Resultado | Récord | Oponente                 | Método                     | Evento                              | Fecha                    | Ronda | Tiempo      | Localización            | Notas |
| --------- | ------ | ------------------------ | -------------------------- | ----------------------------------- | ------------------------ | ----- | ----------- | ----------------------- | ----- |
| Derrota   | 4-7    | Mario Sperry             | TKO (corte)                | PRIDE 22                            | 29 de septiembre de 2002 | 1     | 6:02        | Nagoya, Japón           |       |
| Victoria  | 4-6    | Egidijus Valavičius      | Decisión (puntos perdidos) | RINGS Lithuania - Bushido Rings 2   | 8 de mayo de 2001        | 2     | Desconocido | Vilna, Lituania         |       |
| Derrota   | 3-6    | Volk Han                 | Decisión (unánime)         | RINGS Russia - Russia vs. Bulgaria  | 6 de abril de 2001       | 2     | 5:00        | Ekaterimburgo, Rusia    |       |
| Derrota   | 3-5    | Tommy Sauer              | KO (puñetazo)              | RINGS - King of Kings 2000 Block B  | 22 de diciembre de 2000  | 1     | 0:10        | Osaka, Japón            |       |
| Derrota   | 3-4    | Dan Severn               | Decisión (unánime)         | RINGS - Millennium Combine 3        | 23 de agosto de 2000     | 2     | 5:00        | Osaka, Japón            |       |
| Victoria  | 3-3    | Carlos Clayton           | Sumisión (cross armbar)    | RINGS Russia - Russia vs. The World | 20 de mayo de 2000       | 1     | 0:55        | Ekaterimburgo, Rusia    |       |
| Derrota   | 2-3    | Ricardo Arona            | Decisión (unánime)         | RINGS - Millennium Combine 1        | 20 de abril de 2000      | 2     | 5:00        | Tokio, Japón            |       |
| Derrota   | 2-2    | Antônio Rodrigo Nogueira | Decisión (mayoría)         | RINGS - King of Kings 1999 Final    | 26 de febrero de 2000    | 2     | 5:00        | Tokio, Japón            |       |
| Victoria  | 2-1    | Ricardo Fyeet            | Sumisión (Achilles lock)   | RINGS - Kings of Kings 1999 Block B | 22 de diciembre de 1999  | 1     | 0:08        | Osaka, Japón            |       |
| Victoria  | 1-1    | Leonardo Castello Branco | Sumisión (kneebar)         | RINGS - Kings of Kings 1999 Block B | 22 de diciembre de 1999  | 1     | 0:16        | Osaka, Japón            |       |
| Derrota   | 0-1    | Hans Nijman              | TKO (golpes)               | RINGS Holland - Free Fight          | 16 de febrero de 1995    | 1     | Desconocido | Ámsterdam, Países Bajos |       |